# Hera Borguese
L'Hera Borguese és un tipus d'escultura romana d'Hera amb el nom dels propietaris del seu arquetip, els Borghese. Un exemple es troba al Museu Nacional Romà, mentre que d'altres còpies són al Museu del Louvre (transformada el segle xviii en Minerva) i al Museu del Castello Aragonese en Baiae.
Durant les excavacions a la Vil·la dels Papirs, es va trobar una escultura femenina realitzada en marbre blanc que sembla del tipus de Borguese, se creu que és còpia romana d'un original grec.